# Johan Henrik Sparfwenfeldt
Johan Henrik Sparfwenfeldt, född 18 april 1698, död 24 september 1769 på Åbylund, var en svensk kammarherre, hovstallmästare och hovmarskalk.

## Biografi
Sparfwenfeldt var son till språkforskaren och orientalisten Johan Gabriel Sparfwenfeldt och Antoinetta Sofia Hildebrand. Han blev kammarherre 1721 och därefter både hovmarskalk och hovstallmästare. År 1751 belönades Sparfwenfeldt genom att bli utsedd till riddare av Nordstjärneorden.
Sparfwenfeldt gifte sig 1725 med grevinnan Christina Johanna Lillienstedt, dotter till Johan Paulin, adlad Lillienstedt, och Margareta Törnflycht. I äktenskapet föddes nio barn och med sonen Carl Jakob utslocknade ätten Sparfwenfeldt på svärdssidan.